# Barybas kulzeri
Barybas kulzeri är en skalbaggsart som beskrevs av Frey 1970. Barybas kulzeri ingår i släktet Barybas och familjen Melolonthidae. Inga underarter finns listade.